# Pallacanestro Varese 1998-1999

## Varese Roosters
Con questa denominazione, sullo stile NBA (rooster in inglese significa "galletto da combattimento"), adottata tra il 1998 e il 2001, la Pallacanestro Varese ha conosciuto il suo più recente grande successo, lo scudetto della stagione 1998/1999.

## Roster 1998/1999 (Lo scudetto della stella)
| No. | Nome                   | Nazionalità                                    | Ruolo      | Nato nel | Altezza |
| --- | ---------------------- | ---------------------------------------------- | ---------- | -------- | ------- |
| 4   | Alessandro Bianchi     | Italia (bandiera)                              | Playmaker  | 1977     | 1,80 m  |
| 6   | Mauro Calamia          | Italia (bandiera)                              | Playmaker  | 1980     | 1,94 m  |
| 9   | Alessandro De Pol      | Italia (bandiera)                              | Ala        | 1972     | 2,04 m  |
| 10  | Giacomo Galanda        | Italia (bandiera)                              | Ala-Centro | 1975     | 2,10 m  |
| 12  | Maurizio Giadini       | Italia (bandiera)                              | Playmaker  | 1976     | 1,99 m  |
| 11  | Andrea Meneghin        | Italia (bandiera)                              | Guardia    | 1974     | 2,00 m  |
| 7   | Veljko Mršić           | Croazia (bandiera)                             | Ala        | 1971     | 2,03 m  |
| 15  | Daniel Santiago        | Porto Rico (bandiera) · Stati Uniti (bandiera) | Pivot      | 1976     | 2,10 m  |
| 13  | Marco van Velsen       | Paesi Bassi (bandiera)                         | Pivot      | 1974     | 2,04 m  |
| 8   | Francesco Vescovi      | Italia (bandiera)                              | Ala        | 1964     | 2,00 m  |
| 14  | Cristiano Zanus Fortes | Italia (bandiera)                              | Pivot      | 1971     | 2,06 m  |
| 5   | Gianmarco Pozzecco     | Italia (bandiera)                              | Playmaker  | 1972     | 1,80 m  |

## Giocatori tagliati
| No. | Nome              | Nazionalità       | Ruolo | Nato nel | Altezza | Fino al    |
| --- | ----------------- | ----------------- | ----- | -------- | ------- | ---------- |
|     | Roberto Cazzaniga | Italia (bandiera) | Pivot | 1978     | 2,07 m  | 26/09/1998 |
| 19  | Francesco Riva    | Italia (bandiera) | Ala   | 1979     | 2,00 m  | 20/08/1998 |

Allenatore: Carlo Recalcati
Vice-allenatore: Edoardo Colombo